# Філіппо Наполетано
Філіппо Наполетано або Теодоро Філіппо де Льяно  (італ. Filippo Napoletano; бл. 1587, Рим або Неаполь — 1629, Рим) — неаполітанський художник перехідної доби від маньєризму до раннього бароко. Філіппо Наполетано — прізвисько майстра викривленою італійською, а не його справжнє ім'я.

## Життєпис
Біографічні відомості і відомості про його твори залишаються уривчастими та неповними. Частка картин досі приписана або іншим, або невідомим майстрам. 
Рік народження умовно позначають як 1587. За іншими даними він народився 1589 року в Римі, а не у Неаполі. У Неаполь родина перебралась після народження сина і перевезла з собою дитину. 
Нема відомостей, у кого саме навчався майбутній художник. Власну художню кар'єру він почав у Неаполі у 1600-1613 рр. Можливо, він іспанець за походженням, що працював у Італії. Відомо декілька його релігійних творів, але з незвичним трактування (ніч в картині «Мучеництво Св. Себастьяна»). Твори митця взагалі відрізнялись екстравагантністю і незвичністю, навіть коли він брався за міфологічні композиції  чи пейзажі. Віддалено вони споріднені то з фантазійними картинами Монсу Дезідеріо (« Данте і Вергілій в аду»), то з творами Адама Ельсгаймера. 

## Перший римський період
У 1614-1617 роках він перебрався на працю у папський Рим. 
На стилістичну манеру періоду його зрілості  мали вплив твори нідерландських і німецьких  художників на кшталт  Пауля Бріля (1556-1626) чи Готфріда Вальса (1595-1638), фінансово успішних митців, що працювали в Римі. 
В Римі на незвичного художника звернув увагу кардинал дель Монте, більше відомий як перший серйозний і впливовий покровитель молодого Караваджо. Це сприяло знайомству неаполітанського художника з кардиналом Карло де Медічі.

## Флорентійський період
Останній запросив його на працю у Флоренцію, де той  мав стабільну платню і низку змов від родини Медічі. Працював при дворі Медічі поряд із лотаринзьким майстром-графіком Жаком Калло.  Саме у Флоренції знайдена найбільша за кількістю збірка картин Філіппо Наполетано. По смерті герцога Козімо ІІ Медічі у 1621 році він знову прибув у Рим.

## Другий римський період
До другого римського періоду творчості Філіппо Наполетано належать офорти, створені за замовою Йогана Фабера, баварського лікаря і натуралиста, що перебував у Римі. Багатий Фабер збирав колекцію незвичних палеонтологічних решток, черепа тварин, екзотичну зброю, східну порцеляну, декілька кабінетних скульптур, давньоримські монети  тощо. Це був типовий кабінет курйозів,  типова прикмета доби західноєвропейського бароко. Офорти з зображеннями рідкісних експонатів колекції Йогана Фабера і створив художник, підписавши їх « Теодоро Філіппо де Льяно ».
Художник помер у Римі у листопаді 1629 року.

## Вибрані твори
- «Малий бенкет на траві »
- «Дві мушлі »
- « Морська баталія»
- « Пейзаж з річкою»
- « Свято в містечку Імпрунета»
- « Данте і Вергілій в аду»
- « Свято в сільській Італії»
- « Нічний пейзаж з храмом»
- «Мучеництво Св. Себастьяна»

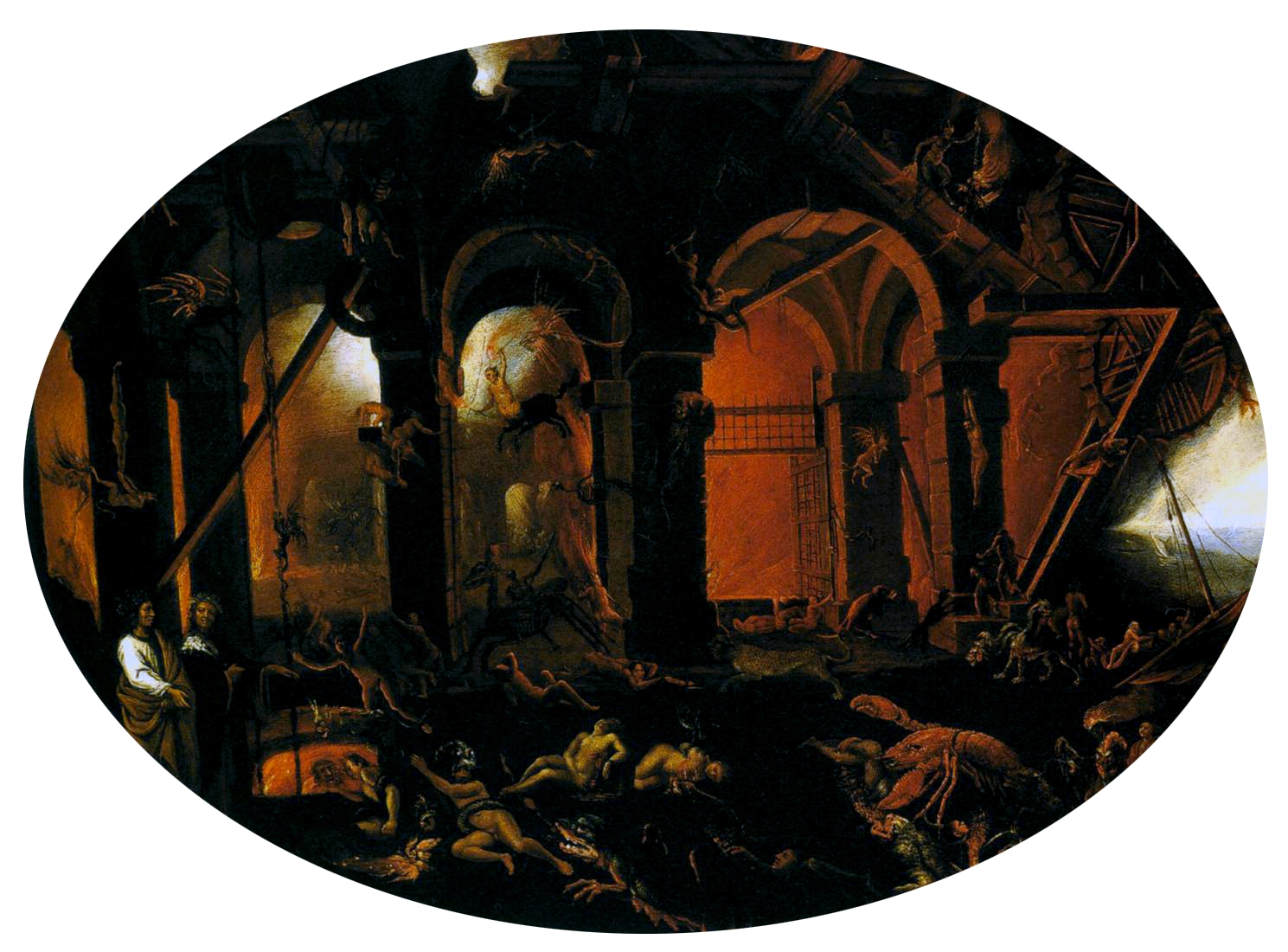
« Данте і Вергілій в аду»

- «Навернення Савла в апостола Павла»
- «Поруйнований храм в сільській Італії»
- « Батальна сцена з кавалестами»
- «Сільський пейзаж з невеличким водоспадом »
- «Атака кавалерії »
- «Подорожні біля руїн »
- «Нептун і Амфітріта »
- «Майстерня алхіміка »
- «Тріумф Смерті »
- «Процесія з екзотичними тваринами »

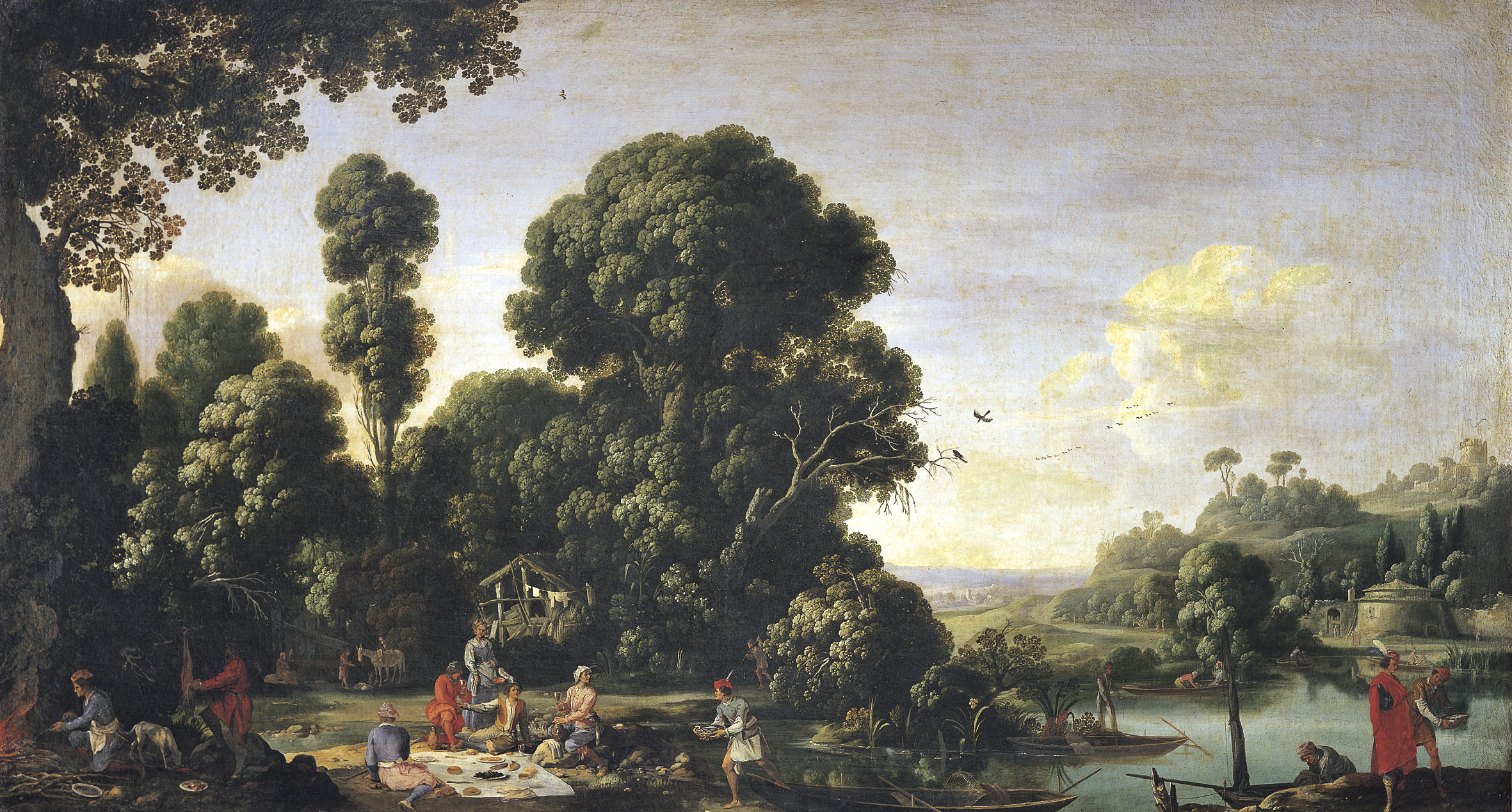
«Малий бенкет на траві», 1619, Галерея Уффіці.
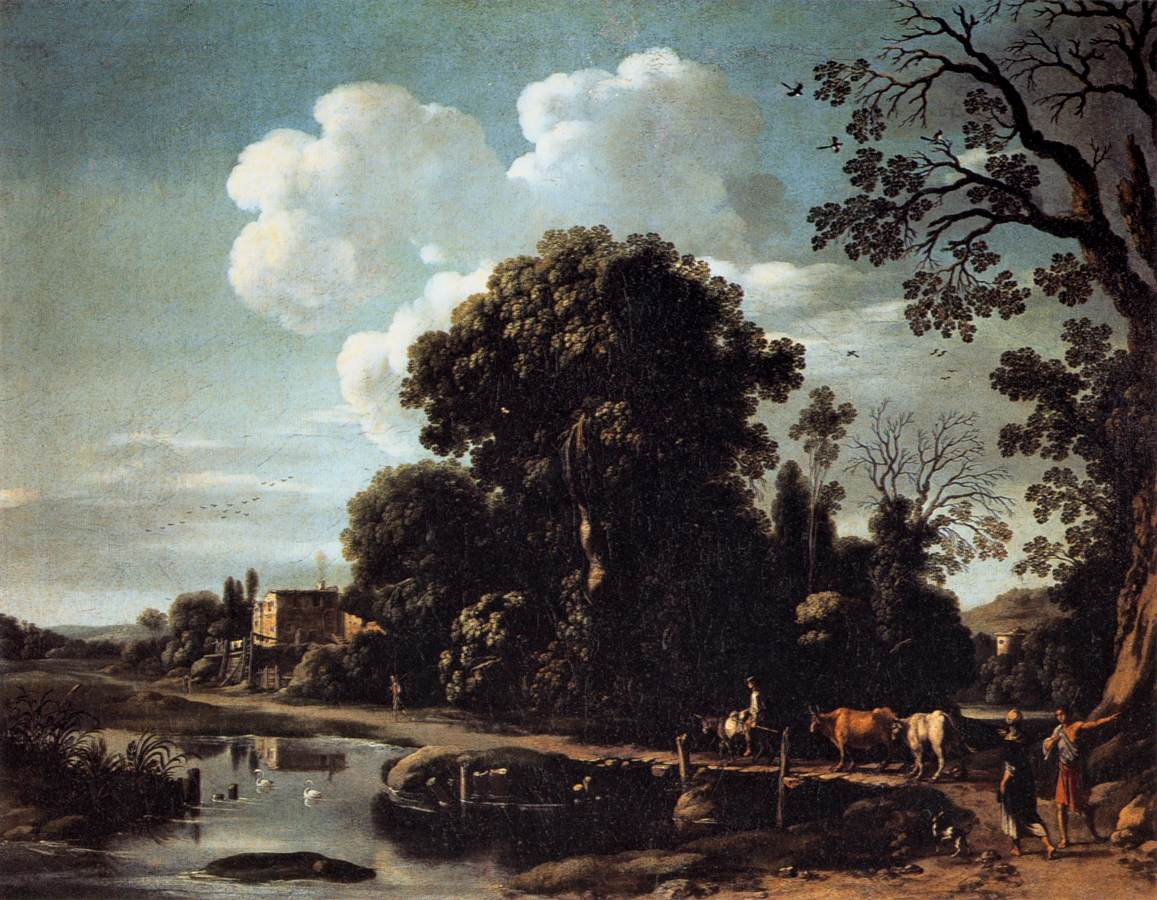
«Пейзаж з річкою», 1621, Палаццо Пітті, Флоренція
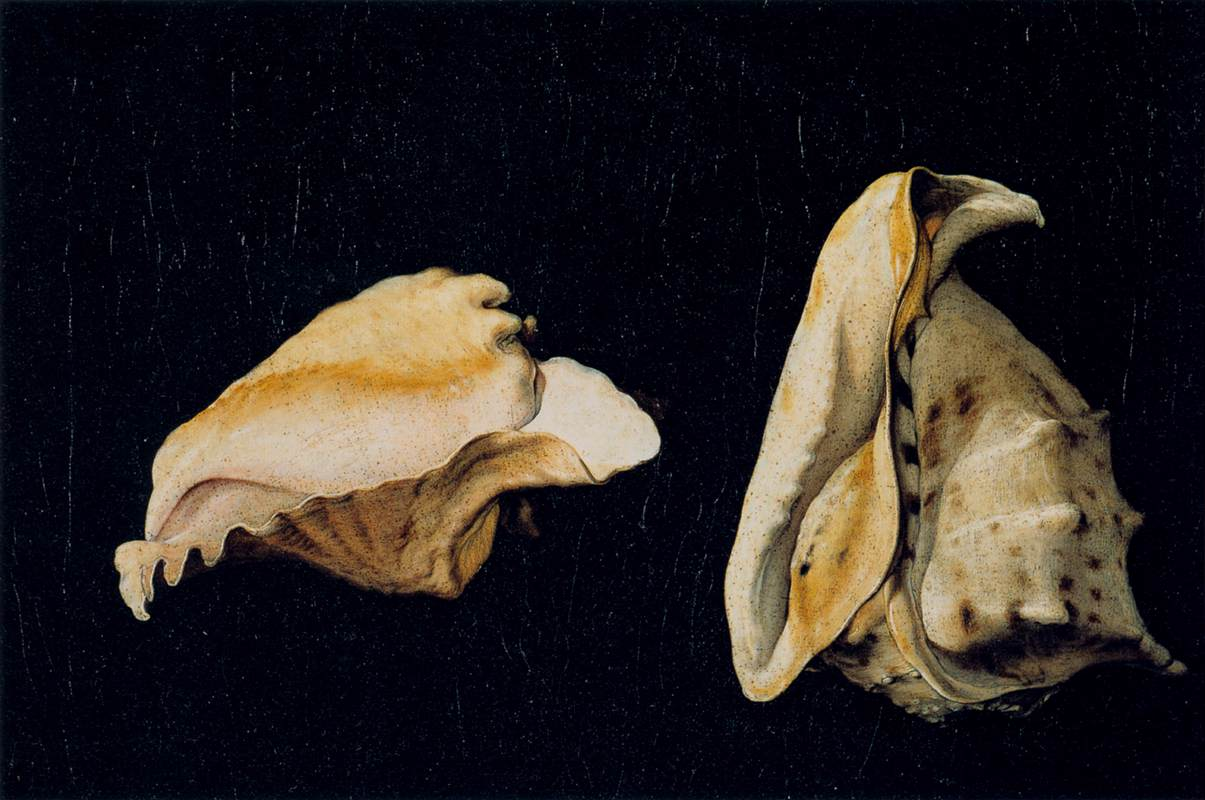
«Дві мушлі», 1618, Палаццо Пітті, Флоренція
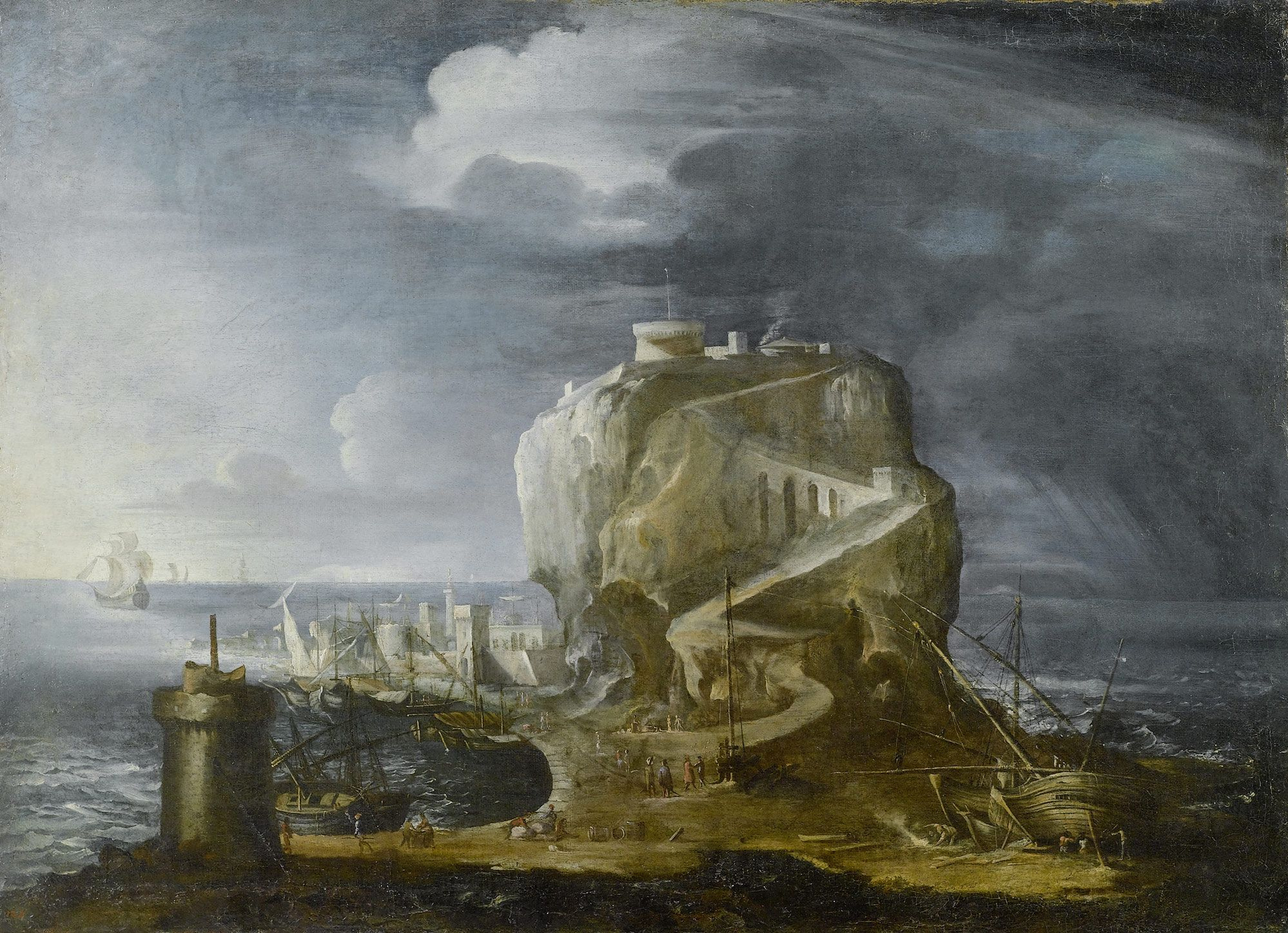
«Фантазійна фортеця на узбережжі моря», невідомий послідовник Філіппа Наполетано.